# 金特四十一世 (施瓦茨堡-阿恩施塔特)
金特四十一世（德語：Günther XLI.，1529年9月25日—1583年5月23日），施瓦茨堡-阿恩施塔特伯爵，金特四十世的長子。
1560年，金特四十一世與拿騷-迪倫堡的卡塔里娜結婚，兩人沒有子女。金特四十一世於1583年去世，阿恩施塔特由弟弟約翰·金特一世繼承。